# Savoia-Marchetti SM.83
Савоя-Маркетти S.M.83 (итал. Savoia-Marchetti S.M.83) — итальянский транспортный самолёт 1930-1940-х годов, выпускавшийся компанией «Savoia-Marchetti».

## История
Savoia-Marchetti S.M.83 разрабатывался компанией SIAI-Marchetti как пассажирский самолёт. Фактически он был создан на основе бомбардировщика S.M.79Т, у которого был увеличен фюзеляж и заново спроектирован комфортабельный пассажирский салон на 10 мест. 
Первый полёт прототипа S.M.83 (34001 I-LUCE) совершил 19 ноября 1937 года. Со следующего года началось его производство. Выпускался в двух вариантах S.M.83A (для полётов на короткие расстояния) и S.M.83T (для полётов на дальние расстояния). Основным итальянским эксплуатантом нового самолёта стала авиакомпания  Linee Aeree Transcontinentali Italiane (LATI), самолёты которой совершали трансатлантические рейсы в Южную Америку, Ливию, Африку. 
Также небольшое количество самолётов было отправлено на экспорт в Бельгию (авиакомпания SABENA 4 самолёта) и Румынию (3 самолёта). В Бельгии самолёты также выполняли трансконтинентальные пассажирские перевозки в бельгийскую колонию в Африке Конго. 
С началом Второй мировой войны самолёты были переведены в Королевские ВВС Италии. Они служили для связи с колониями и Германией. Ещё некоторое количество было отправлено для снабжения итальянских войск на оккупированных территориях.

## Страны эксплуатанты
Италия
- ALI
- LATI
- Ala Littoria
- Regia Aeronautica: CSAS

 Бельгия
- SABENA 4: 34003–34005 OO-AUC -AUE
- ВВС Бельгии

 Румыния
- LARES 3: 34006–34008 YR-SAC bis -SAE
- личный самолёт Президента[1] FAI князя Бибеску 34002 YR-FAR
- ВВС Румынии

## Тактико-технические данные
- Длина – 16,15 м
- Размах крыла – 20,12 м
- Площадь крыла – 59,80 м.кв.
- Высота -
- Масса пустого – 7890 кг
- Масса взлетная – 11500 кг
- Скорость максимальная – 445 км\ч
- Скорость крейсерская –
- Дальность – 1200 км
- Потолок – 6800 метров
- Экипаж – два человека
- Двигатель – три звездообразных Alfa-Romeo 126 RC.34, мощностью 750 л.с. каждый
- Коммерческая нагрузка – до 10 пассажиров